# Jacco Gardner

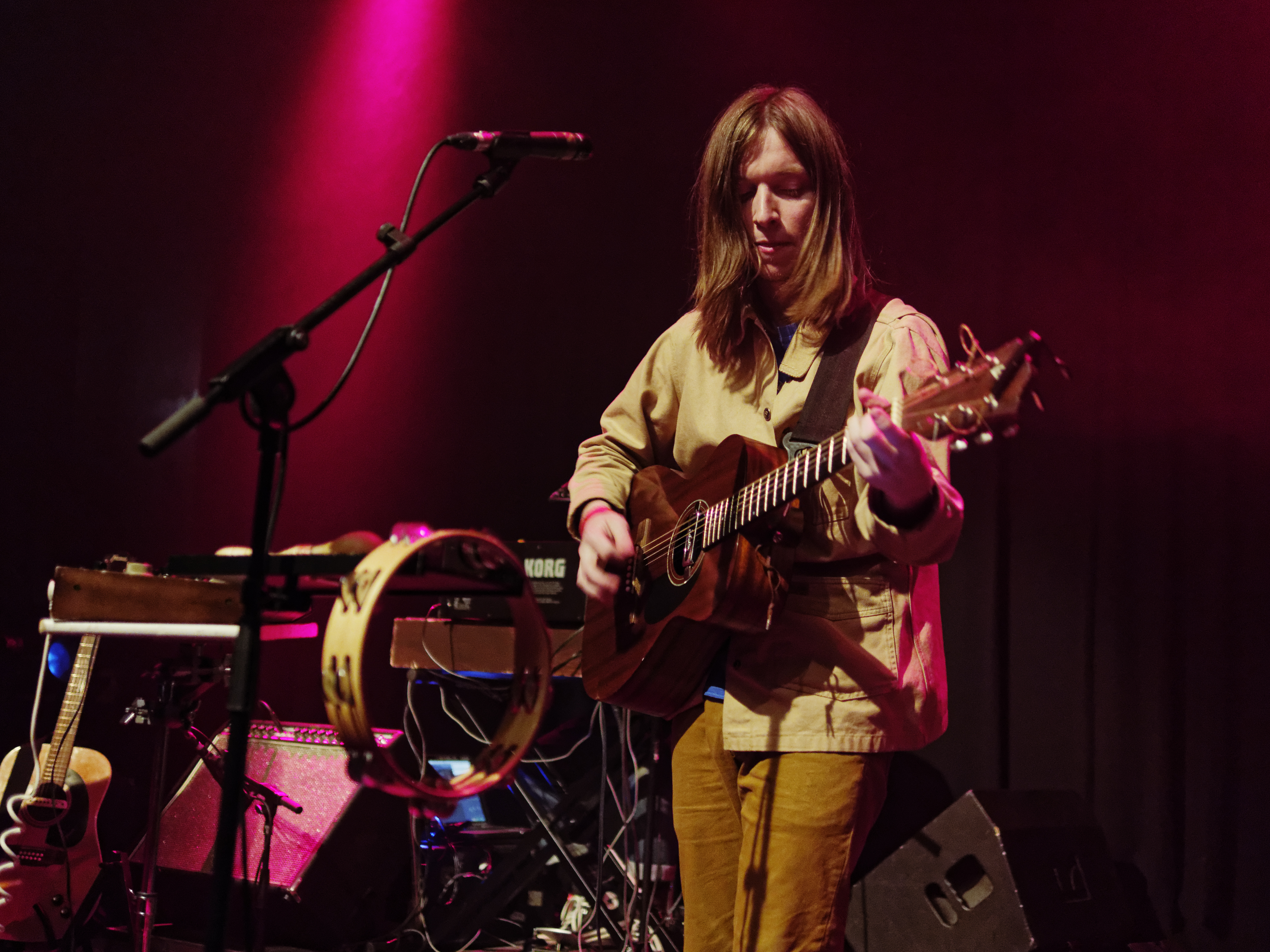
Jacco Gardner (2015)

Jacco Gardner (* 9. April 1988 in Hoorn, Königreich der Niederlande) ist ein niederländischer Multi-Instrumentalist, dessen Musik starke Anklänge an die psychedelische Musik der 1960er Jahre zeigt.

## Leben
Gardner studierte in Hilversum Musikproduktion. Er war Mitglied der Bands Lola Kite und The Skywalkers. Sein erstes Album Cabinet of Curiosities erschien 2013. Seine bisherigen Tourneen außerhalb der Niederlande führten ihn nach Spanien, in die USA und nach Deutschland. Hier trat er 2013 im King Georg in Köln und beim Appletree Garden Festival in Diepholz auf. Anfang 2014 trennte sich seine bisherige Band, sodass er sein zweites Album Hypnophobia mit neuer Begleitung eingespielt hat.

## Preise und Auszeichnungen
- 2014: European Border Breakers Award der Europäischen Kommission